# Tela esmeril

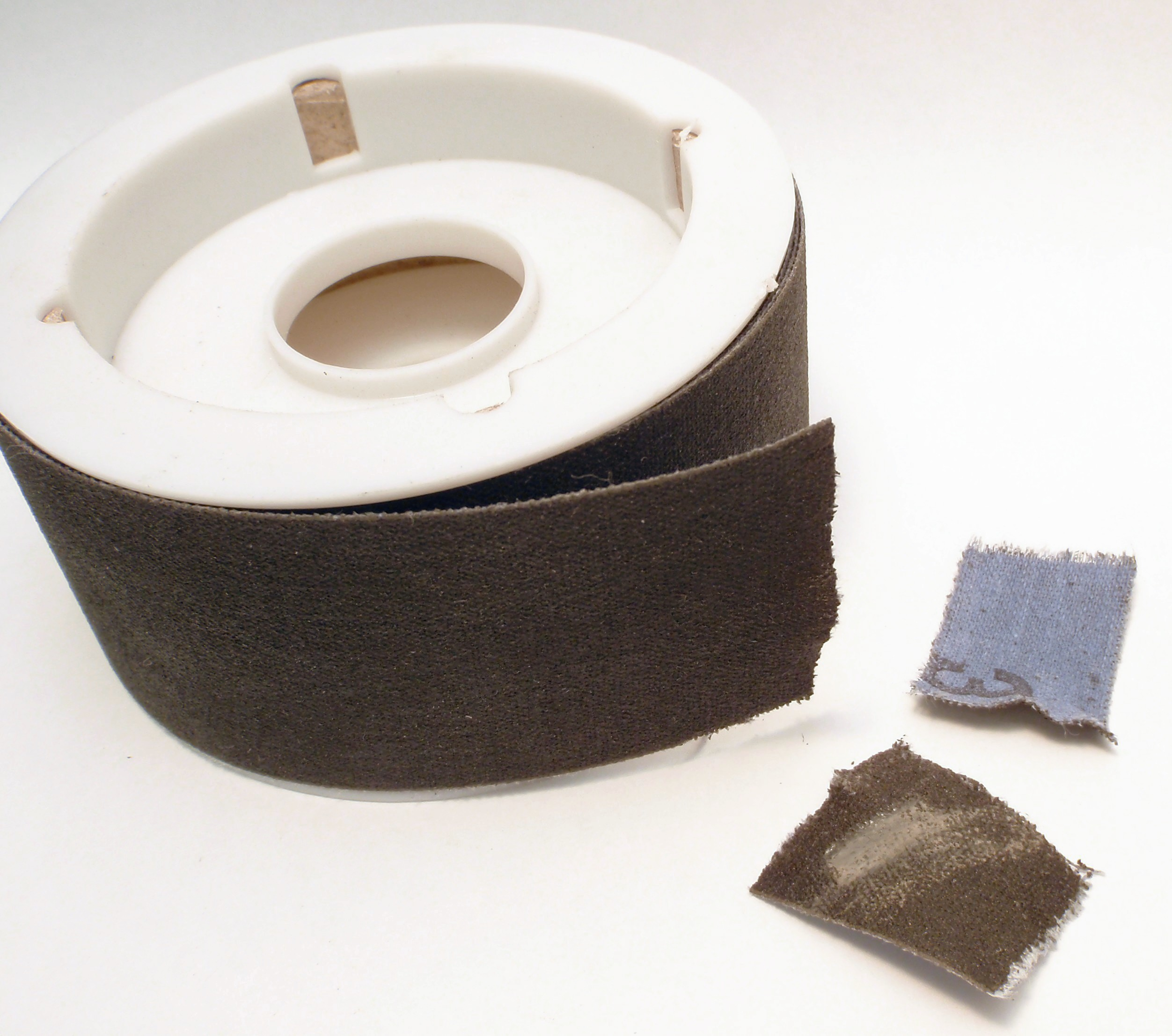
Tela esmeril grado 320.

Se denomina tela esmeril a un tipo de abrasivo que se compone de granos esmeril pegados a una base de tela. Se la utiliza para trabajos de terminación de piezas de metal y de madera. Se comercializa bien en hojas o en rollos angostos, por lo general de 25 o 50 mm de ancho, a menudo descriptos como "cinta esmeril". La base de tela hace que la tela esmeril sea más resistente a la tensión que el papel de lija, aunque también permite rasgarla para obtener trozos más pequeños.
El papel esmeril, que se ve con mayor frecuencia, posee una base de papel y por lo general un grano fino.
Se considera que el esmeril es un abrasivo adecuado para tareas de modelado de reparación de carrocerías de vehículos y ajuste final de partes de metal. Su principal ventaja es que a diferencia de otros abrasivos más duros, no deja trazas del material abrasivo en los componentes que se han pulido. El esmeril también ha sido utilizado para limpieza, como un medio para quitar herrumbre de partes de acero pulidas.
Tanto la tela como el papel esmeril son comercializados en tiendas de hágalo usted mismo y ferretería, pero en gran medida han sido suplantados por un uso intensivo de pulido automático a dimensiones exactas, lo cual ha minimizado o eliminado la necesidad de ajustes manuales; la extrema disponibilidad de herramientas manuales eléctricas que poseen accesorios de lijado y pulido tales como ruedas traslapadas; y una preferencia por el uso de otros abrasivos tales como óxido de aluminio, aluminium zirconia y carburo de silicio.

## Grados
La tela esmeril se comercializa según el tamaño medio del grano, encolado a la tela soporte. Los tamaños comunes de más gruesa a más fina son: 40, 46, 54, 60, 70, 80, 90, 100, 120, 180, 220, 320, F, y FF. Un grado de tela esmeril grado 46 o 54 es utilizado en trabajos de terminación gruesa, mientras que una tela esmeril grado 220 a 320 proveerá un buen pulido de la superficie.